# Ramos (Philippines)
Pour les articles homonymes, voir Ramos.
Ramos est une localité de la province de Tarlac, aux Philippines. En 2015, elle compte 21 350 habitants.